# Тулузская обсерватория
Тулузская обсерватория — французская астрономическая обсерватория, основана в 1733 году Академией наук Тулузы (фр.). В 1841 году перевезена в район Жолимон (фр.), а оттуда в 1981 году переведена в научный кампус в тулузском районе Рангуэль (фр.). В 1875 году установлен 83-см телескоп. В 1970 году вследствие увеличения городской засветки в Тулузе отказались от наблюдений, и все работы были перенесены в горные обсерватории. Сейчас Тулузская обсерватория является руководящей организацией для астрономических обсерваторий Франции. Ей подчиняются такие обсерватории как: Observatoire of the Peak of the South и Observatoire the Midday-Pyrenees.

## Директоры обсерватории
- 1839—1865 гг — Пти, Фредерик (фр.) — основал обсерваторию в новом месте
- 1873—1878 гг — Тиссеран, Франсуа Феликс